# Lepidiella lanuginosa
Lepidiella lanuginosa är en tvåvingeart som beskrevs av Günther Enderlein 1937. Lepidiella lanuginosa ingår i släktet Lepidiella och familjen fjärilsmyggor. Inga underarter finns listade i Catalogue of Life.